# Juda Goldschmied de Herz
Juda Goldschmied de Herz, auch Juda Zoref de Herz, († 1625) war ein in Europa tätiger Architekt des 16./17. Jahrhunderts. Zwischen 1607 und 1625 baute er die spätgotische Pinkas-Synagoge in Prag im Stil der Spätrenaissance und erweiterte sie um die Frauengalerie, das Vestibül und den Sitzungssaal.